# Kronos (Band)
Kronos war eine Brutal-Death-Metal-Band aus Frankreich. Ihr Name geht auf den Titanen Kronos zurück, der Vater von Zeus aus der griechischen Mythologie.

## Geschichte
Kronos wurde 1994 in Thaon-les-Vosges von Grams, Marot, Jeremy und Mike gegründet. Die Band spielte zu diesem Zeitpunkt eine Mischung aus Heavy Metal und Thrash Metal. Zwei Jahre später ersetzte Tems den Gitarristen Marot und Kristof trat der Band als Sänger bei. Kronos begann von nun an Death Metal zu spielen und sie nahmen die Demo Outrance auf. 1999 ersetzte Tom (20 Jahre) Jéremy. Die Band ist nun mehr am Brutal Death Metal orientiert. Im Folgejahr wurde zusammen mit None Divine die Demo Split Promo 2000, die vier Titel enthält, fertiggestellt.
Das erste Album Titan's Awakening wurde 2001 veröffentlicht. Die erste Auflage des Albums wurde von der Band selbst produziert. Die Band wurde von den Kritikern positiv aufgenommen und der erste Vertrag bei Warpath Records (früher Shockwave) wurde unterzeichnet. Eine Neuauflage des ersten Titan's Awakening wurde Ende Oktober desselben Jahres veröffentlicht.
Richard ersetzte Tems und spielte ab 2003 die Lead-Gitarre. Die Band unterschrieb für zwei weitere Alben beim spanischen Label von Dave Rotten, Xtreem Music.
Das zweite Album Colossal Titan Strife wurde 2004 veröffentlicht und wurde 2005 bei einer Tour durch Europa promotet.
Das dritte Album The Hellenic Terror wurde im April 2007 veröffentlicht. Im März 2017 gab die Band auf ihrer Facebook-Seite ihre Auflösung bekannt. Ihr letzter Auftritt fand beim Asylum Metal Fest statt.

## Stil
Stilistisch prägend für die Band ist die Verarbeitung von Mythen, vor allem griechische, in ihren Texten. Auch charakteristisch ist die hohe Geschwindigkeit und die hohe technische Spielweise in den Stücken. Die Band wird als eine Mischung aus Decapitated, Aborted und Necrophagist beschrieben.

## Diskografie

### Alben
- Titan’s Awakening (2001)
- Colossal Titan Strife (2004)
- The Hellenic Terror (2007)
- Prelude to Awakening (Neuauflage von Titan’s Awakening mit den Demos) (2009)

### Demos
- Outrance (Kassette) (1994)
- Split Promo 2000 mit None Divine (2000)